# Miletus vincula
Miletus vincula är en fjärilsart som beskrevs av Druce 1895. Miletus vincula ingår i släktet Miletus och familjen juvelvingar. Inga underarter finns listade i Catalogue of Life.